# 鈴木泰堂
鈴木 泰堂（すずき たいどう 1975年4月 - ）は、日蓮宗の僧。宗教法人（日蓮宗系単立寺院）示現寺の代表役員。法華山示現寺住職。

## 概要
神奈川県藤沢市出身。寒川町立寒川小学校、寒川町立寒川東中学校、神奈川県立久里浜高等学校、立正大学仏教学部仏教学科卒業。

## 生い立ち
藤沢市湘南台に産まれる。3歳の時に母の実家である寒川町に家族で移住した。7歳の時に不動産業を営んでいた父が人生の転機を迎え出家し、僧侶となる。10歳の時に茅ヶ崎市香川に移住し、自宅の一部屋を仏間に変え示現寺の前身である同心閣という道場を開き、布教活動を開始する。転校先の香川小学校では約半年間学校生活を送る。その後場所が手狭となり、再び寒川町へ移住した。平成元年、伊豆伊東出身の豪族である伊東家より、第二次世界大戦後廃寺となっていた薬師堂（藤沢市用田）を譲り受け、寺号を示現寺として改め中興開山する。これを機に自らも出家することを考えた。寺に生まれたわけでなく、7歳のときに父が出家して僧になり自宅が寺になった。廃寺であった示現寺を復興させる形であった。僧であった父に憧れたことから12歳で出家して父の弟子になり修行を始める。33歳のときに父が亡くなる。2008年に示現寺の住職になり、2歳年下の弟と共に寺を管理している。
僧侶を志した際、父に弟子にして欲しいと懇願したが、「家が寺だから僧侶になると思っているのなら、世の中の迷惑になるからならなくて良い」と３度断られる。しかしこの言葉の真意は、「僧侶になることとは、一生仏の弟子となるということで、その覚悟が必要である」と後に回想している。

## 経歴
年間に400人以上の相談者に向き合っている。コロナ禍より前は悩み事の相談では人間関係の悩み事が一番多く、半分を占めていた。悩み事の対象は夫婦や職場や友人など様々。家の中に人影が出るなどの不可解なことや非科学的なことの相談もあった。コロナ禍より孤独になってしまったことでの悩みの相談が増えている。孤独での悩みは出かけなかったり人に会わなければ深まる。インターネットによる通信販売の成長で外出しなくても生活できるようになっているが、これでは孤独なままであるとしている。
ポプラ社から出版された書籍『妻が怖くて仕方ない』の中で、夫婦関係で悩む者に対しては、仏教の教えでは何かをできることが縁があるで、何かをできないことが縁がないとなり、縁があるとはやりたいと思っていることができることであると言えるため、結婚することは縁だけど離婚することも縁であると答える。
薬物で逮捕以降の清原和博は、薬物への欲求と重度の鬱病で苦しめられていた。2018年の春に藁にもすがる思いで鈴木泰堂に電話をかけた。それ以降も生きている意味がわからなくなったときにや、この世から消えてなくなりたいと思ったときに何度も電話をかけるようになり、そのたびに鈴木は清原を救ってきた。このようにして魂の問答が行われて、これが2019年11月に清原が監督として再びグラウンドに足を踏み入れることができるまでの第一歩であった。2019年12月19日に光文社から清原和博との共著の『魂問答』を出版。清原和博が鈴木泰堂から教わる仏の道を道標としながら、再び歩み始めたプロセスが記録されている。表紙の写真は宮澤正明が撮影した。
小学校4年生の際に茅ヶ崎の香川小学校に転校した際、転校先のクラスメイトにスポーツライターの村瀬秀信がおり、僧侶となった後に偶然再会を果たす。